# スチルブ
スチルブ（stilb, 記号: sb）は、CGS単位系における輝度の単位である。
1スチルブは、1平方センチメートルの平面光源の光度がその平面と垂直な方向において1カンデラであるときの、その方向における輝度（カンデラ毎平方センチメートル）と定義される。国際単位系(SI)における輝度の単位はカンデラ毎平方メートル（cd/m²）であるので、1 sb = 10-4 cd/m², 1 cd/m² = 104 sb となる。
スチルブという名称は、ギリシア語で「輝く」という意味のstilbeinに由来する。